# Хорошівська сільська рада (Петропавлівський район)
| Хорошівська сільська рада — орган місцевого самоврядування у Петропавлівському районі Дніпропетровської області з адміністративним центром у c. Хорошее. Сільській раді підпорядковані населені пункти: - c. Хороше - с. Коханівка - с. Старий Колодязь |

## Склад ради
Рада складається з 16 депутатів та голови.
- Сільський голова: Пойдун Микола Зіновійович 1954 року народження, член Партії регіонів
- Секретар сільської ради: Донченко Оксана Миколаївна

## Керівний склад сільської ради
| ПІБ                       | Основні відомості                                                                       | Дата обрання | Дата звільнення |
| ------------------------- | --------------------------------------------------------------------------------------- | ------------ | --------------- |
| Пойдун Микола Зіновійович | Сільський голова, 1954 року народження, освіта, член Партії регіонів                    | 26.03.2006   | 31.10.2010      |
| Пойдун Микола Зіновійович | Сільський голова, 1954 року народження, освіта середня спеціальна, член Партії регіонів | 31.10.2010   |                 |

Примітка: таблиця складена за даними джерела